# Francesco Gonzaga (1606–1622)

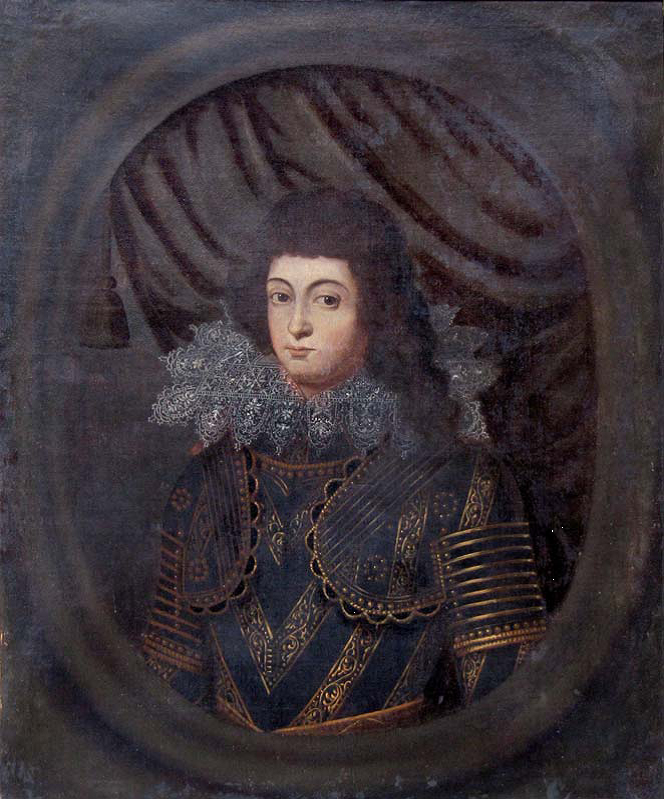
Unbekannter Maler aus Mantua: Carlo Duca di Rethel figlio di Carlo I° di Nevers (um 1630); abgebildet ist nach Ansicht von Paolo Berteli Francesco Gonzaga.

Francesco Gonzaga, auch Francesco Paulo (* 7. Juni 1606 in Charleville; † 13. Oktober 1622 ebenda) war der älteste Sohn des Herzogs Carlo I. Gonzaga von Nevers und Rethel. Seine Mutter, Catherine de Lorraine (1585–1618) war die Tochter des Charles II. de Lorraine, duc de Mayenne.
Er erhielt als Erbherzog von seinem Vater das Herzogtum Rethel übergeben, in der Regentenliste des Herzogtums wird er als Francesco III. von Rethel geführt. Weiter war er Gouverneur von Champagne und Brie. Francesco Gonzaga starb schon 16-jährig vor seinem Vater. Der Titel ging nach dem Tod seines Vaters 1637 an seinen jüngeren Bruder Carlo II. Gonzaga über. Er starb in Charleville, der Stadt, die sein Vater im Jahr seiner Geburt gegründet hatte, und wurde im Paulanerconvent in Nevers begraben.